# Sillago attenuata

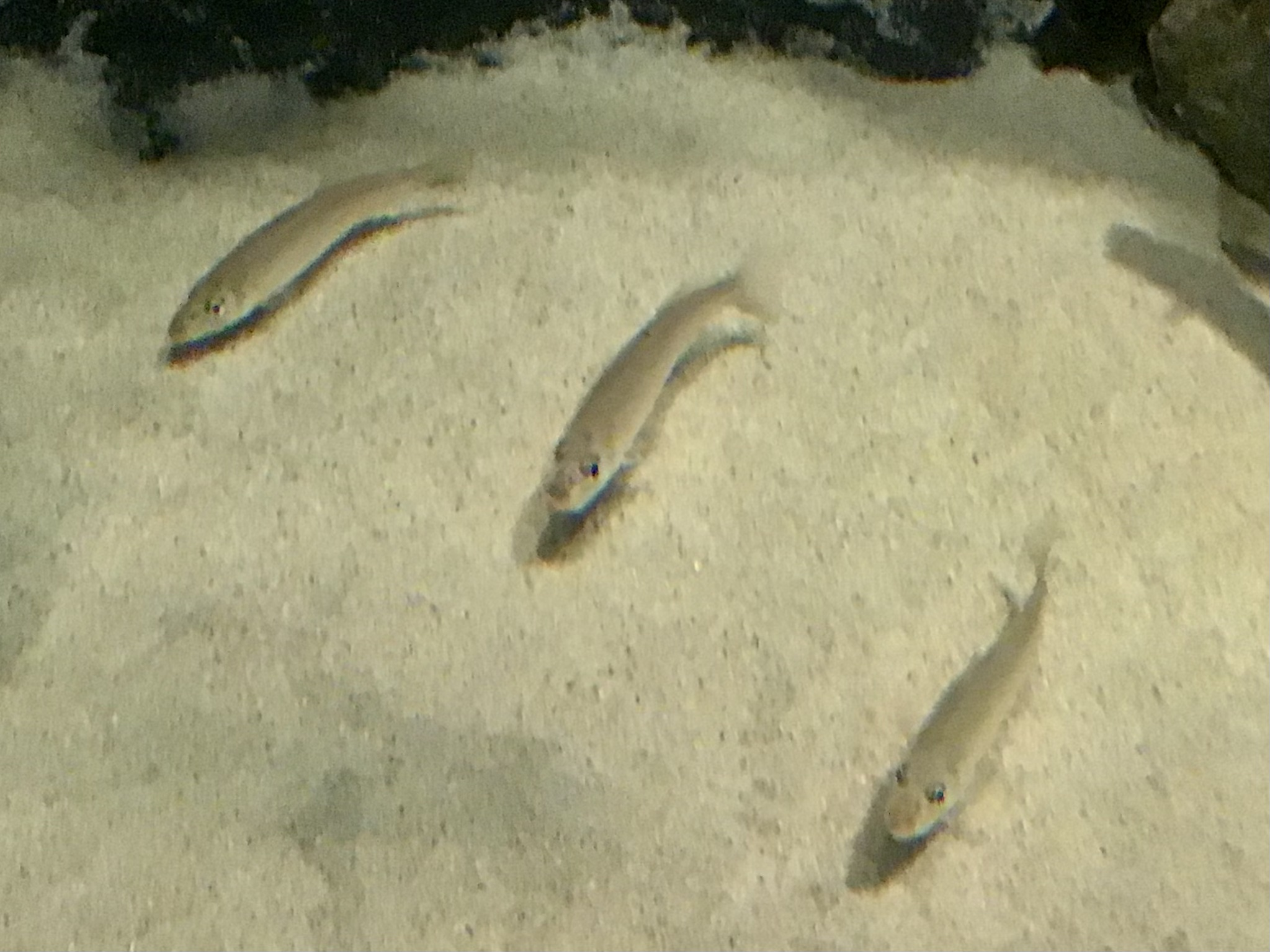
Varios silagos delgados.

El silago delgado (Sillago attenuata) es una especie de peces de la familia Sillaginidae en el orden de los Perciformes.

## Morfología
Los machos pueden llegar alcanzar los 20 cm de longitud total.

## Distribución geográfica
Se encuentra en el Golfo Pérsico.